# Lauxanostegana edwardsae
Lauxanostegana edwardsae är en tvåvingeart som först beskrevs av Malloch 1933.  Lauxanostegana edwardsae ingår i släktet Lauxanostegana och familjen lövflugor. Inga underarter finns listade i Catalogue of Life.